# Cuparátaro
Cuparátaro es una localidad del estado mexicano de Michoacán. Es parte del municipio de Tarímbaro.

## Toponimia
El nombre «Cuparátaro» proviene de los términos en purépecha: cuparatha, estómago; ro, locativo. Su significado es «lugar de estómagos» o «lugar en el estómago».

## Demografía
| Gráfica de evolución demográfica |
|                                  |

| Censo | Población |
| ----- | --------- |
| 1900  | 117       |
| 1910  | 156       |
| 1921  | 176       |
| 1930  | 236       |
| 1940  | 367       |
| 1950  | 421       |
| 1960  | 605       |
| 1970  | 631       |
| 1980  | 765       |
| 1990  | 1079      |
| 2000  | 1194      |
| 2010  | 1038      |
| 2020  | 1072      |